# Гай Папирий Мазон
Вижте пояснителната страница за други личности с името Гай Папирий Мазон.
Гай Папирий Мазон (на латински: Gaius Papirius Maso) e политик на Римската република през 3 век пр.н.е.

## Политическа кариера
Единствено той от неговия клон Мазон от рода на Папириите е избран за консул през 231 пр.н.е. заедно с Марк Помпоний Матон. Той побеждава бунтуващите се корси. Сенатът му отказва триумф, затова Гай Мазон го празнува като пръв римлянин на Монте Каво. Понеже победата била на поле с мирти, той носи на главата си венец от мирта.
Както братовчед му Гай Папирий Мазон и той е децемвир в жреческата колегия на квиндецимвирите (Decemviri Sacris Faciundis).
Умира като понтифекс през 213 пр.н.е.